# Tachycineta cyaneoviridis
La golondrina de las Bahamas (Tachycineta cyaneoviridis) es una especie de ave paseriforme de la familia Hirundinidae propia de Bahamas y Cuba. La especie cría en el norte de Bahamas y pasa el invierno en Bahamas y en Cuba.